# Гейлі Ішимацу
Гейлі Ішимацу (англ. Haley Ishimatsu, 10 вересня 1992) — американська стрибунка у воду.
Учасниця Олімпійських Ігор 2008 року.
Призерка Чемпіонату світу з водних видів спорту 2009 року.
Призерка Панамериканських ігор 2007 року.